# Грабково (Ленинградская область)
Грабково — деревня в Глажевском сельском поселении Киришского района Ленинградской области.

## История
На карте Санкт-Петербургской губернии Ф. Ф. Шуберта 1872 года деревня Грабково отсутствует.
По данным «Памятной книжки Санкт-Петербургской губернии» за 1905 год мыза Грабково входила в состав Подсопского сельского общества. Мыза административно относилась к Глажевской волости 5-го земского участка 1-го стана Новоладожского уезда Санкт-Петербургской губернии.
Согласно данным переписи населения СССР 1926 года в посёлке Грабково Подсопского сельсовета Глажевской волости Волховского уезда проживали 33 человека — все русские. 
Согласно карте Ленинградской области Северо-западного аэрогеодезического треста ГГУ издания 1932 года деревня Грабково состояла из одного крестьянского двора. В деревне находилась часовня.

План деревни Грабково. 1937 год

Согласно топографической карте РККА 1937 года деревня насчитывала 4 крестьянских двора. В деревне находилась паромная переправа через Волхов.
Согласно переписи населения СССР 1939 года в местечке Грабково Городищенского сельсовета проживали 4 мужчины и 13 женщины, всего 17 человек.
По данным 1966, 1973 и 1990 годов деревня Грабково входила в состав Глажевского сельсовета.
В 1997 году в деревне Грабково Глажевской волости проживали 3 человека, в 2002 году — 6 (все русские).
В 2007 году в деревне Грабково Глажевского СП проживали 3 человека, в 2010 году — 12.

## География
Деревня расположена в северо-западной части района на автодороге 41А-006 (Зуево — Новая Ладога) в месте примыкания к ней автодороги 41К-551 (Подсопье — Гороховец).
Расстояние до административного центра поселения — 3 км.
Расстояние до ближайшей железнодорожной станции Глажево — 5 км.
Деревня находится на левом берегу реки Волхов в месте впадения в неё реки Влоя.

## Демография
| 1997 | 2002 | 2007 | 2010 | 2017 |
| ---- | ---- | ---- | ---- | ---- |
| 3    | ↗6   | ↘3   | ↗12  | ↗26  |

### Национальный состав
Согласно данным Всероссийской переписи населения 2021 года в деревне проживали 37 человек, из них:
 русские — 34, аварцы — 2, один человек национальность не указал.